# Lekker Sneek
Lekker Sneek is een culinair evenement dat jaarlijks wordt georganiseerd in de binnenstad van Sneek. Op het evenement presenteren de Sneker restaurants zich aan het publiek.
Het evenement kent een zomer- en een wintereditie. De zomereditie heeft veelal plaats in begin juli, de wintereditie vindt veelal plaats in december. Lekker Sneek trekt duizenden bezoekers naar het Oud Kerkhof, alwaar de wintereditie van het evenement plaatsheeft, en de Wijde Noorderhorne (locatie van de zomereditie).. Tijdens het evenement zijn de straten en kramen aangekleed in bijbehorende stijl. De zomereditie is voor het eerst georganiseerd in 2004, de wintereditie is in 2008 geïntroduceerd. 10% van de opbrengst gaat elk jaar naar een goed doel.